# Présidence irlandaise du Conseil de l'Union européenne en 2013
Présidence chypriote du Conseil de l'Union européenne en 2012 Présidence lituanienne du Conseil de l'Union européenne en 2013
La présidence irlandaise du Conseil de l'Union européenne en 2013 désigne la septième présidence du Conseil de l'Union européenne effectuée par l’Irlande depuis son entrée dans l'Union européenne en 1973. 
Elle fait suite à la présidence chypriote de 2012 et précède celle de la présidence lituanienne  du Conseil de l'Union européenne à partir du 1er juillet 2013.

## Identité visuelle
Le logo de la présidence irlandaise reprend la lettre e reproduite 4 fois et assemblée de telle manière à ce qu'elles soient reliées entre elles. Cette forme représente les états membres de l'Union européenne. De même, le fait que la lettre soit présente 4 fois exprime les 4 décennies de présence de l'Irlande à l'Union européenne, le pays ayant adhéré à l'Union en 1973. Enfin, les contours circulaires du logo symbolise la nature tournante de la présidence tandis que la forme générale évoque la spirale celte traditionnelle et les motifs entrelacs.
L'agence conceptrice de cette identité visuelle et de son logo est l'agence irlandaise Red Dog. Elle a été sélectionnée par les internautes parmi 3 autres propositions.

## Sources

## Compléments